# Чемберс, Роберт (убийца)
Роберт Эммет Чемберс — младший (англ. Robert Emmet Chambers Jr; 25 сентября 1966, Нью-Йорк, штат Нью-Йорк) — американский убийца. Получил известность после того, как 26 августа 1986 года будучи 19-летним молодым человеком задушил на территории Центрального парка Нью-Йорка свою подругу 18-летнюю Дженнифер Левин. Несмотря на то, что в 1986 году на территории Нью-Йорка произошло 1582 убийства, именно дело Чемберса стало поворотным для американского общества: молодой парень, который принадлежал к высшему привилегированному классу светской молодежи, получивший престижное образование и чья жизнь характеризовалась роскошью и развлечениями определённого свойства[какого?] — скрывал за собой клиническое бесчувствие, преобладание низменных инстинктов и отрицание общечеловеческих ценностей. Судебное разбирательство над Робертом Чемберсом стало уникальным в истории США по причине стратегии защиты его адвокатов. Дело Чемберса вызвало общественный резонанс в обществе и активно освещалось в различных СМИ. В ходе расследования и судебного процесса над Чемберсом борцы за гражданские права и феминистки организовали несколько пикетов в Нью-Йорке и заняли противоположные позиции. Феминистки осудили тактику его адвокатов как тактику, направленную на то, чтобы сосредоточить суд на предполагаемой распущенности жертвы, а не на поведении обвиняемого, вследствие чего между ними и борцами за гражданские свободы произошло несколько конфликтов. Родители выразили беспокойство по поводу попыток защитить своих детей-подростков от быстро меняющегося мира, в котором вращались обвиняемый и жертва, где неразборчивая половая жизнь и употребление алкогольных напитков среди несовершеннолетних — были общественной нормой. Вследствие привлечения средствами массовой информации общественного внимания к этому делу, Роберт Чемберс стал одним из самых известных убийц в США и волна интереса к нему не стихала даже по прошествии более 37 лет со дня его ареста. Роберт Чемберс и дальнейшие события, связанные с его личностью в последующие годы нашли отражение в массовой культуре США и оказали на неё существенное влияние.

## Биография
Роберт Эммет Чемберс — младший родился 25 сентября 1966 года в Нью-Йорке. Его родители являлись представителями среднего класса общества. Роберт был единственным ребёнком в семье. Мать Чемберса работала медсестрой, а отец работал в компании «MCA Records». Оба родителя Чемберса вели законопослушный образ жизни, не имели проблем с законом и вредных привычек, отрицательно влияющих на быт, здоровье сына и благосостояние семьи в целом. Несмотря на то, что родители Чемберса не являлись богатыми и влиятельными людьми, они приняли решение дать Роберту престижное образование. В начале 1970-х семья Чемберса переехала из боро Куинс в боро Манхеттен, где Роберт провел свое детство и юность. Семья чемберса проживала в квартире элитного пятиэтажного таунхауса, расположенного рядом с бывшим особняком Эндрю Карнеги, ныне музеем Купера-Хьюитта. В школьные годы Чемберс посещал престижные школы, расположенные в элитных кварталах района Манхеттена под названием «Ист-Сайд». Свое школьное обучение Чемберс начал в элитной частной школе «Choate School», которая была расположена в штате Коннектикут. Отучившись год, он перевелся в элитную школу «Browning School», расположенную на Манхеттене, которую покинул по окончании одного школьного семестра, после чего продолжил обучение в другой частной элитной школе «York Preparatory School», которую в конечном итоге окончил в 1984 году. Чемберс хорошо учился в школе, благодаря чему положительно характеризовался педагогическим составом школы и на протяжении всех школьных лет получал стипендию. Учителя отмечали, что Чемберс обладал умом и обаянием, но не испытывал интереса к учебному процессу и имел проблемы с самодисциплиной, вследствие чего не смог себя реализовать в полной мере. Начиная с ранних лет, одноклассниками Чемберса были дети, принадлежащие к высшему классу обществу, имеющих богатых и влиятельных родителей и чья жизнь характеризуется роскошью и развлечениями определённого свойства, благодаря чему Чемберс в школьные годы также считался представителем золотой молодёжи и активно вел светскую жизнь. В начале 1980-х при непосредственном участии своей матери Чемберс был принят в элитный молодёжный кадетский корпус под названием «Knickerbocker Greys», расположенный на Манхэттене. Основанный в 1881 году, корпус являлся старейшим подобным ему учреждением в США. Занятия в корпусе проходили в качестве внеклассных мероприятий после окончания основных занятий в школе, где мальчики занимались спортом, а также проходили общеобразовательный и военно-специальный курсы. В 1981 году Роберт Чемберс и его мать дали интервью в статье о «Knickerbocker Greys» в майском номере журнала «Town and Country». Будучи ростом 190 см и обладая весом в 110 кг, Чемберс в школьные годы занимался спортом и выступал в основном составе школьной команды по американскому футболу. Несмотря на это, взросление Роберта прошло с психотравмирующими ситуациями и последствиями. В старших классах он состоял в конфликте с рядом из своих сверстников, которые отказывались общаться с ним, так как его родители не принадлежали к привилегированному классу общества, вследствие чего Чемберс испытывал социальные проблемы и страдал комплексом неполноценности. Несмотря на это, он пользовался популярностью у сверстников, которые харакетризовали его крайне положительно. В школьном выпускном альбоме фотография Чемберса была подписана надписью «Не что иное, как полный успех». После окончания школы в 1984 году Чемберс поступил в «Бостонский университет», однако вынужден был покинуть учебное заведение после окончания первого семестра, так как был уличен в краже кредитной карты. По другой версии Чемберс был исключен из образовательного учреждения за то, что он устроил большую вечеринку с большим количеством алкогольных напитков в своей комнате на территории общежития. После исключения из университета, Чемберс вернулся к родителям в Нью-Йорк, где до августа 1986 года вел маргинальный образ жизни. Некоторое время Чемберс работал администратором одного из ресторанов, но на этом поприще он не достиг успехов, после чего постоянно нигде не работал, зарабатывал на жизнь мелкими кражами, после чего начал злоупотреблять алкогольными напитками и наркотическими веществами. Из-за проблем с наркотиками, весной 1986 года Чемберс проходил лечение от наркозависимости в одной из клиник на территории штата Мичиган. Несмотря на то, что Чемберс являлся безработным, он не испытывал материальных трудностей. Он продолжал вести светский образ жизни и проводил много свободного времени в обществе представителей золотой молодежи, с которыми он устраивал роскошные вечеринки в квартирах, расположенных в фешенебельных районах Манхеттена, а также совершал поездки за пределы США с целью отдохнуть и развлечься. Большую часть своего свободного времени Чемберс проводил в престижном заведении под названием «Dorrian’s Red Hand», где по вечерам собирались представители светской молодежи. Согласно свидетельствам персонала заведения, Чемберс был в состоянии себе позволить проводить там пять или шесть вечеров в неделю, где он знакомился с девушками и употреблял большое количество дорогих алкогольных напитков. Будучи привлекательным и обладая харизмой, Чемберс пользовался большим успехом у девушек и женщин, которые по словам его друзей и знакомых преследовали его. В начале 1986 года Чемберс встречался с будущей телевизионной звездой Алекс Кэпп, с которой расстался летом того же года. Согласно свидетельствам Алекс Кэпп, причиной расставания стала кража Чемберсом у неё 50 долларов, а также его отношения с 18-летней Дженнифер Левин, с которой он стал встречаться в июне 1986 года.

## Убийство Дженнифер Левин
18-летняя Дженнифер Левин, как и Роберт Чемберс принадлежала к числу представителей светской молодежи Манхеттена. Чемберс и Левин начиная с июня 1986 года много времени проводили вместе в баре «Dorrian’s Red Hand», где они являлись постоянными клиентами и хорошо были знакомы персоналу заведения. Вечером 25 августа 1986 года Чемберс и Левин проводили в баре очередное свидание. Согласно свидетельствам многих из их друзей, а также представителей из персонала бара, Чемберс и Левин вместе покинули заведение 26 августа приблизительно в 4.30 утра, после чего направились в сторону Центрального Парка Нью-Йорка, где Роберт Чемберс совершил на неё нападение, в ходе которого изнасиловал её и задушил. Менее чем через два часа тело Дженнифер Левин со следами сексуального насилия, а также укусов на лице и груди было обнаружено велосипедисткой, 34-летней Патрисией Рейли, которая обратилась в полицию. Рядом с телом Дженнифер Левин была найдена синяя джинсовая куртка, в которой лежала порванная долларовая купюра, её водительские права и свидетельство о рождении. Никакого оружия обнаружено не было. Место убийства было расположено рядом с «Метрополитен-музеем», однако видеокамеры, установленные на стенах музея, которые могли зафиксировать инцидент, в тот момент не работали. В ходе расследования полиция с помощью свидетельских показаний быстро восстановила ход событий, происходивших с Дженнифер Левин в день убийства, после чего подозреваемым в совершении убийства стал Роберт Чемберс, который был арестован днем 27 августа в своей квартире. Место совершения убийства находилось на расстоянии нескольких сотен метров от дома Чемберса. На момент ареста он имел царапины на лице, которые по версии следствия нанесла ему Левин в ходе борьбы во время удушения. На следующий день ему было предъявлено обвинение в убийстве второй степени. Сам Чемберс в ходе допросов первоначально отрицал свою причастность к совершению убийства, но под давлением свидетельских показаний и других улик в конечном итоге признался в том, что был одним из последних людей, кто видел Дженнифер Левин живой. После совещания со своим адвокатом, Чемберс изменил свои показания. Он утверждал, что весь вечер 26 августа и все утро 27 августа находясь в баре подвергался физическим нападкам и сексуальным домогательствам со стороны Дженнифер Левин, которая якобы была в него влюблена. Согласно свидетельствам Чемберса, на территории Центрального Парка именно он, а не убитая девушка — стал жертвой нападения. В изложении Чемберса следовало, что Левин проявила по отношению к нему агрессивное поведение и совершила на него нападение, в ходе которого изнасиловала его. Чемберс утверждал, что во время полового акта он испытывал боль и дискомфорт, после чего оказал ей яростное сопротивление и в целях самообороны непреднамеренно задушил её. Несмотря на абсурдность показаний Чемберса, его адвокаты впоследствии взяли эту версию в качестве основной стратегии его защиты на последующем судебном процессе, пытаясь добиться для него оправдания и признания факта убийства Дженнифер Левин — несчастным случаем.
1 октября 1986 года Роберт Чемберс был освобожден из окружной тюрьмы под залог в 150 000 долларов, после чего оказался на свободе, что вызвало протест со стороны родственников жертвы. Родители Роберта не располагали крупными материальными средствами, вследствие чего Джек Дориан, владелец бара «Dorian’s Red Hand», где в последний раз видели вместе Левин и Чемберса, предоставил свой дом в качестве залога для Роберта Чемберса. Согласно условиям освобождения, установленными судьей Верховного суда округа Манхэттен Говардом Э. Беллом, Чемберс должен был оставаться в Нью-Йорке в ожидании открытия судебного процесса и ежедневно встречаться с монсеньором Томасом П. Леонардом, римско-католическим священником одной из церквей. Монсеньор сообщил представителям СМИ, что ранее работал учителем начальных классов в начальной школе, которую посещал Роберт в детстве и который был одним из его учеников. Томас Леонард также заявил, что плохо знал Чемберса и даже не помнил его со школьных времен, но тем не менее он решил предложить ему помощь для успешной реинтеграции в общество. Окружная прокуратура Манхэттена также выразила протест против освобождения Чемберса, назвав его убийцей, который употреблял наркотики, плохо учился в школе и вел криминальный образ жизни.

15 октября 1986 года Чемберсу было предъявлено обвинение в совершении краж со взломом, которые произошли в конце 1985 года. Основным подозреваемым по этому делу проходил один из знакомых Чемберса по фамилии Фильяу. Чемберс в ходе допросов признал свою причастность к кражам со взломом, но заявил, что к его участию в этом под угрозой физического насилия вынудил его напарник, на основании чего адвокаты Чемберса требовали от окружной прокуратуры Манхеттена снять с него все обвинения. Адвокат Фильяу, Аллан Фрисс, отказался комментировать утверждения о том, что Фильяу принуждал Роберта Чемберса участвовать в кражах со взломом, но с сарказмом заявил следующее: 
«Мое беглое чтение газет, кажется, указывает на то, что господин Чемберс всегда является жертвой»
.
Для того чтобы подтвердить версию Чемберса о действиях Дженнифер Левин в момент её смерти, адвокат Джек Литман на досудебных слушаниях подал ходатайство об предоставлении ему личного дневника убитой девушки. Дневник Дженнифер Левин, переданный следователям членами семьи Левин вскоре после её смерти 26 августа, был изучен следователями и возвращен её родителям в ноябре 1986 года, после того как прокуратура заявила, что содержимое его записей не имеет отношения к делу и никак не может повлиять на вердикт о виновности Чемберса. Согласно судебным документам, в дневнике имелись весьма эпизодические записи, начиная с 14 июля 1985 года по 12 июля 1986 года. В конечном итоге родители Левин при содействии представителей прокуратуры Манхеттена подали протест на ходатайство Литмана, однако судья Говард Белл протест отклонил и своим решением в конце декабря 1986 года обязал членов семьи Дженнифер Левин предоставить дневник девушки в суд, чтобы самому ознакомиться с его содержимым, после чего вынести решение о том, стоит ли передать его для изучения адвокату Чемберса.
Прочитав дневник, Белл 31 января 1987 года постановил, что дневник Дженнифер Левин не может использоваться адвокатом Чемберса для его защиты в ходе судебного процесса, в то время как прокуратура Манхеттена сможет использовать копии 25 страниц из дневника в ходе судебного процесса.Джек Литман настаивал на том, что дневник имеет решающее значение для защиты Чемберса, поскольку он содержит имена предыдущих сексуальных партнёров Левин и «хронику» её сексуальной активности. Наличие дневника породило дебаты, на которых юристы и представители правоохранительных органов поднимали самые разные вопросы: от конституционных прав обвиняемых до прав на неприкосновенность частной жизни и надлежащей тактики предварительного следствия.

## Общественный резонанс
Убийство Дженнифер Левин и обстоятельства преступления вызвали небывалый общественный резонанс в США. Джек Литман, адвокат Роберта Чемберса впоследствии утверждал, что после огласки этого уголовного дела ему стали поступать звонки всего через несколько часов после того, как Левин была убита. Согласно его свидетельствам, звонки исходили от кинопродюсеров, продюсеров телевизионных документальных драм, книгоиздателей, упаковщиков книг, писателей, сценаристов, литературных агентов, драматургов и различных посредников. Литман утверждал, что звонившие кинематографисты предлагали ему в случае предания широкой огласки материалов расследования и уголовного дела заключить контракт и впоследствии сыграть самого себя на экране, обещая ему то, что такой проект является прибыльным и может принести сотни тысяч долларов. Вскоре после ареста Чемберса статьи об убийстве появились в Нью-Йоркских журналах «Mademoiselle» и «Vanity Fair»..
Телеканал «WNYW» показал два сюжета, посвященных убийству Левин, в программе под названием «Текущее дело». Ряд из кинематографистов в качестве причины такого небывалого общественного резонанса назвали расположение места преступления, внешность Чемберса, социальный слой, к которому принадлежали он и Дженнифер Левин, а также сексуальный мотив совершения убийства. Согласно их мнению, Нью-Йорк являлся центром издательского мира, наряду с Лос-Анджелесом — одним из двух прибрежных центров кино- и телеиндустрии, где после того, как какое-либо событие предается массовой огласке — начинается борьба за права, возможности и эксклюзивные интервью. Согласно мнению киноэкспертов, если бы дело Чемберса произошло где-нибудь на территории штата Айова или даже на территории боро Бронкс — такого общественного интереса к этому делу не было бы. В подтверждение своей версии ими были приведены факты того, что в день убийства Дженнифер Левин — на территории Бронкса произошло 4 убийства молодых девушек, однако средства массовой информации не уделили этому особого внимания. Адвокат Чемберса Джек Литман по поводу причин общественного резонанса заявил следующее: «Люди, звонящие мне по поводу прав и возможностей, похоже, считают, что это связано с моральным недугом во второй половине 20-го века. Они считают, что речь идет о слишком богатых людях, не имеющих прочной семейной структуры, о детях, которые слишком рано отправляются в море порока с неизбежными последствиями».

Один из кинопродюсеров высказал иную точку зрению:
«То, что это произошло в Верхнем Ист-Сайде за «Метрополитен-музеем» между двумя людьми, которые посещали элитные школы, во многом связано, конечно, с оглаской. Это, должно быть, как-то связано с популярностью телесериала «Династия»
. Ряд других экспертов из мира кинематографа заявили следующее по поводу огласки убийства Дженнифер Левин: «Люди, причастные к этому преступлению, соответствуют демографическим группам, на которых нацелено телевидение». Они сравнили Роберта Чемберса с персонажем книги-бестселлера светской львицы и владелицы эскорт-агентства Сидни Биддл Бэрроуз, широко известной как «Мадам Мэйфлауэр», который как и Чемберс был молод, привлекателен и находился под арестом в Нью-Йорке".
После убийства Дженнифер Левин в течение нескольких месяцев продолжался интенсивный период самоанализа со стороны чиновников, педагогов и родителей молодых людей, которые пытались объяснить, почему в среде привилегированного класса молодежи произошло жестокое убийство. Родители Чемберса, Левин и их друзей утверждали, что причиной является трудности воспитания детей среди блеска и порока Нью-Йорка, где существует неизбежная потеря контроля над детьми и где родители, работающие на высокооплачиваемых должностях, заменили свою привязанность к детям оказанием им чрезмерной материальной помощи. Молодые люди из числа привилегированного слоя общества впоследствии утверждали, что они — дети социально обеспеченных родителей, в социальном плане зачастую ничем не отличались от сверстников, живущих в социально неблагополучной обстановке, так как также в большинстве случаев имели родителей, состоящих друг в друге в разводе, не принимающих участия в их воспитании, вследствие чего предпочитали проводить свое свободное время в обществе, среди легкодоступного алкоголя, наркотиков и секса. Психологи утверждали, что поколение молодых американцев, родившихся в 1960-е годы — является поколением студентов, которые потеряли моральные ориентиры и воспитывались иначе чем предыдущие поколения. В штате Нью-Йорк после ареста Чемберса и огласки его уголовного дела — возникли дискуссии о ведении в школах целенаправленной работы по выявлению причин, которые способствовали совершению преступлений молодыми людьми из привилегированных слоев общества, и соответственно причин роста преступности среди молодежи и подростков, а также по организации индивидуальной профилактической и коррекционно-реабилитационной работы с подростками и молодыми людьми, совершившими преступления, так как они в силу возраста были признаны лицами, у которых не до конца сформировано чувство ответственности и понимания серьёзности происходящего. Джек Дориан, хозяин и менеджер бара «Dorrian’s Red Hand», где предпочитали проводить свободное время Роберт Чемберс и Дженнифер Левин впоследствии также заявил, что неоднократно сталкивался с тем, что посетители его бара из числа светской молодежи пребывая в социальном и внутриличностном конлфиктах, приходили к нему за советом, рассказывали ему о своих проблемах в личной жизни, проблемах с родителями и просили его оказать им психологическую помощь.
По мнению директора «Института К. Г. Юнга» в Сан-Франциско Джона Леви, социально благополучная среда является источником психологических заболеваний, предпосылками которых является завышенная самооценка и отсутствие мотивации, так как материальная обеспеченность детей в богатых семьях содает безопасность от проблем, рисков и последствий. Однако преподаватель «Чикагского института», работающий на кафедре психоанализа — доктор Рой Р. Гринкер-младший заявил, что деньги не являются корнем всех зол, но являются корнем родительской способности быть недоступными своим детям как физически, так и психологически".

## Суд
В мае 1987 года начались предварительные судебные слушания, на которых прокуратура Манхеттена предоставила суду собранную в ходе расследования доказательную базу обвинения. Ознакомившись с уликами, адвокаты Чемберса подали ходатайство об исключении из улик, свидетельствующих о виновности Чемберса в совершении убийства — видеозаписи его признательных показаний, которые он дал следователям в полицейском участке после своего ареста. По версии адвокатов, в отношении Чемберса была нарушена презумпция невиновности, когда прокуратура и впоследствии СМИ после ареста заявили, что Роберт Чемберс признался в совершении убийства Дженнифер Левин в ходе допроса. Интенсивная огласка до начала судебного процесса по делу Чемберса, как и сам эффект гласности, по мнению его адвокатов, способствует социальным предрассудкам в деле его осуждения, вследствие чего он не получит справедливого суда.
На видеозаписи, длительностью 68 минут, Чемберс утверждал что Левин поцарапала ему лицо и плюнула в него после того, как он заявил ей, что не испытывает к ней полового влечения и встречается с другими девушками. Чемберс утверждал, что в действительности избегал её появления в баре и предпочитал не общаться с ней. Адвокат Чемберса Джек Т. Литман настаивал на том, что, поскольку на допросе Чемберсу не был предоставлен адвокат, записанные на видео показания не имеют юридические силы и видеозапись не может быть использована прокуратурой как доказательство его вины. Линда Файрштейн, помощник окружного прокурора, в свою очередь заявила, что Чемберс на допросе был проинформирован о своих правах и сам отказался от присутствия адвоката. Согласно заявлению Чемберса на видеозаписи, именно Левин настояла на том, чтобы пойти в Центральный парк в утро своей смерти, где она якобы хотела с ним поговорить. Чемберс заявил, что как только они прибыли, она разделась и совершила на него нападение, в ходе которого повалила его на землю и связала ему руки своим нижним бельем. После этого, согласно свидетельствам Чемберса, Левин подвергла его сексуальному насилию и в какой-то момент начала причинять ему боль посредством сжатия его гениталий, после чего он начал умолять её остановиться и впоследствии оказал ей яростное сопротивление, в ходе которого задушил её. Чемберс не смог уточнить, как долго душил Дженнифер Левин, заявив что в тот момент испытывал стресс, но заявил что он правша, а держал её за шею левой рукой и соответственно косвенно не пытался намеренно нанести ей смертельный вред. На вопрос, как 18-летняя Дженнифер Левин смогла удержать на земле Чемберса, рост которого составлял 190 сантиметров, а вес 95 килограмм, Чемберс не смог дать рационального объяснения, заявив только то, что Левин была физически сильной девушкой, чья физическая сила значительно увеличивалась в моменты, когда она испытывала приступы гнева и ярости. В своих признательных показаниях Чемберс не выразил раскаяния за содеянное и заявил, что находился в момент обнаружения тела убитой девушки в Центральном парке, где из-за кустов наблюдал за действиями полиции.
Так как дело об убийстве Дженнифер Левин вызвало общественный резонанс и многие СМИ активно освещали ход расследования и обстоятельства убийства девушки в печатных изданиях, судья Верховного суда штата Нью-Йорк Говард Э. Белл в декабре 1987 года постановил о том, что судебный процесс будет закрытым и на него не будут допущены корреспонденты различных СМИ и телекомпаний. Свое решение Говард Белл аргументировал тем фактом, что освещение убийства в прессе до сих пор было сосредоточено на сексе и физическом насилии, которые привели к смерти Дженнифер Левин. Белл подчеркнул, что сосредоточение внимания на этих факторах не повышает осведомленность общественности о судебной системе и не способствует достижению цели закона. Обвинение и адвокаты Чемберса поддержали решение Говарда Белла, также выступив против присутствия корреспондентов на судебных заседаниях.
Отбор членов жюри присяжных заседателей начался в октябре 1987 года и продлился 8 месяцев. В процессе отбора адвокаты Чемберса и прокуроры раскрыли контуры продолжительного и сложного судебного процесса. Так стало известно, что защита и обвинение планировали вызвать в суд до 25 медицинских экспертов для дачи показаний о том, что послужило причиной смерти Дженнифер Левин и как Роберт Чемберс мог получить царапины на лице, а также около 100 других свидетелей, в число которых входили члены семьи Дженнифер Левин, родители Чемберса, более двух десятков полицейских, участвующих в расследовании убийства, а также и несколько десятков друзей обвиняемого и убитой. В списке свидетелей фигурировал Джон Заккаро-младший, сын Джеральдин Ферраро, бывшего кандидата в вице-президенты США, и её муж, Джон Заккаро-старший. Заккаро-младший был другом Робертом Чемберса и работал барменом в баре «Dorrian’s Red Hand», в день убийства Чемберсом девушки.
Окружная прокуратура Манхэттена в ходе расследования допросила представителей «Церкви Саентологии», в которую как выяснилось Роберте Чемберс дважды обращался за консультацией в октябре 1985 года и марте 1986 года. Представитель Нью-Йорского отделения Церкви Саентологии Джон Кармайл в ходе допроса заявил, что церковь в обоих случаях отклоняла заявки Чемберса на консультацию, вследствие чего представители церкви не могут выступить в суде в качестве свиделей обвинения. Адвокат Чемберса заявил, что это был ещё один пример попытки прокурора создать социальные предрасссудки вокруг личности Роберта Чемберса накануне суда, так как «Саентология» описывается её лидерами как религия, а её критиками — как высокодоходный бизнес с культовым подтекстом. Это стало объектом расследований «Федерального бюро расследований» и других правоохранительных органов.
Судебный процесс открылся 4 января 1988 года и продлился 13 недель. Представители прокуратуры Манхеттена вызвали в суд несколько свидетелей, на основании показаний которых пытались опровергнуть версию Роберта Чемберса. Свидетельница, 18-летняя Александра Лагатта, заявила на суде о том, что она была одной из лучших подруг Дженнифер Левин и описала телефонный разговор, который она имела с мистером Чемберсом в то утро, когда было найдено тело Левин. Она утверждала, что Левин намеревалась вернуться в квартиру её отца после посещения бара. Когда она не вернулась к полудню, Лагатта позвонила родителям Левин и Чемберсу, который рассказал ей, что он вышел из бара с Дженнифер Левин около 4 часов утра и они вскоре расстались, так как она пошла навестить парня, с которым в то время встречалась. Лагатта заявила членам жюри присяжных заседателей о том, что Левин перед свиданием с Чемберсом одолжила у неё трусики, блузку, юбку, туфли и пояс. Личные вещи и одежда Левин были найдены на расстоянии 12 метров от её трупа и сыграли важную роль в судебном процессе над Чемберсом. Прокурор Линда Файрштейн утверждала, что хаотичное расположение личных вещей и одежды убитой свидетельствовало о том, что Чемберс и Левин долгое время боролись в парке, после чего Чемберс умышленно убил Дженнифер Левин в приступе гнева и ярости. Адвокат Чемберса, Джек Литман, допросил Александру Лагатту в ходе перекрестного допроса по поводу комментариев Левин о Чемберсе в тот вечер, когда произошло убийство. Лагатта утверждала, что Дженнифер Левин в разгоовре с ней не упоминала о желании заняться сексом с Робертом Чемберсом, но выражала надежду на то, что встретит его в баре.
В начале февраля присяжным заседателям была продемонстрирована видеозапись признательных показаний Чемберса. Душевное состояние Левин, её поведение в баре, а также количество выпитых ею алкогольных напитков, стало ключевым вопросом в деле осуждения Чемберса. Свидетельница Ларисса Томпсон, 20-летняя судентка колледжа описала Дженнифер Левин как «физически напористую» молодую девушку, которая обладала неуступчивым характером и зачастую добивалась того, чего хотела. Томпсон утверждала, что Левин пошла в бар 25 августа 1986 года, исключительно с целью встретить Чемберса и провести с ним ночь. Томсон утверждала на суде, что Левин сразу же подошла к столику Чемберса как только они появились в баре.
Другая свидетельница Элизабет Шанкин, близкая подруга Дженнифер Левин на судебном процессе заявила, что в ту ночь выступала в роли посредника между Левин и Чемберсом, передавая записки о свидании, которого хотела Левин, но согласно её свидетельствам именно Чемберс начал отношения с Левин ранее тем летом. По словам Шанкин, Дженнифер Левин, которая в тот вечер пила водку, клюквенный и ананасовый сок, сказала ей, что хочет, чтобы она вернулась к Чемберсу с сообщением о встрече возле бара через 20 минут, однако он отказался. На этом основании адвокаты Чемберса пытались подтвердить версию Чемберса и доказать тот факт, что он прохладно отнесся к ухаживаниям Дженнифер Левин в тот вечер и не имел намерений встречаться с ней, вследствие чего смерть Левин должна рассматриваться как несчастный случай.
Джон А. Заккаро-младший, работавший барменом в ту ночь в августе 1986 года, когда Роберт Чемберс встретил Дженнифер Левин в баре, в свою очередь заявил на суде, что он не помнит, чтобы видел Чемберса или Левин в состоянии алкогольного опьянения. Заккаро утверждал, что потерял из вида Чемберса и Левин около полуночи в баре и не видел, чтобы они вместе покидали заведение около 4 часов утра, но, согласно его свидетельствам Чемберс и Левин выглядели счастливыми и выражали оптимизм. Главный адвокат Чемберса, Джек Литман, попросил на судебном заседании Заккаро дать показания о свидетеле Элизабет Шанкин, пытаясь дискредитировать её собственные показания. Литман предположил, что, возможно, Шанкин в тот момент была сама находилась в состоянии алкогольного опьянения., однако Джон Заккаро заявил, что не помнит, в каком состоянии находилась Элизабет Шанкин, но признал, то она была завсегдатаем бара.
В дальнейшие недели адвокат Чемберса Джек Литман снова прибегнул к необычной тактике защиты Роберта Чемберса. Литман пытался склонить мнение членов жюри присяжных заседателей о его невиновности на основании показаний офицеров полиции, которые первыми прибыли на место совершения преступления. Протоколы свидетельствовали о том, что на расстоянии нескольких десятков метров от расположения тела Левин, офицеры полиции обнаружили молодого человека с белым цветом кожи, который из-за кустов наблюдал за их действиями. Один из офицеров, дал показания на судебном процессе, где к всеобщему удивлению заявил, что не уверен в том, что человеком, которого он видел недалеко от трупа Дженнифер Левин — является Роберт Чемберс, в то время как Чемберс утверждал, что это был именно он. Используя эти факты, Литман пытался доказать достоверность слов Чемберса по таким мелочам и донести до присяжных заседателей факт того, что Чемберс всегда говорит правду и его версия случившегося с Дженнифер Левин не должна вызывать никаких сомнений. Суд в конечном итоге пришёл к выводу, что известных свидетелей, которые могли бы подтвердить или опровергнуть его версию у обвинения и защиты нет, а есть только видеозапись показаний Чемберса и вещественные доказательства, с которыми присяжные должны сопоставить её. Прокурор Линда Файрстейн в свою очередь пыталась склонить мнение членов жюри присяжных заседателей на основании фотографий и протоколов, свидетельствующих о точном положении и внешнем виде тела Левин после убийства, вплоть до расположения пятен грязи на её теле. Положение тела по мнению прокуратуры Манхеттена делало версию Чемберса недостоверной, если только тело не было перемещено на другое место после убийства, однако доказательств этому защита Чемберса на последующих судебных заседаний предоставить так и не смогла.
Исследованию состояние тела Дженнифер Левин и его положению на месте преступления на судебном процессе ыло уделено несколько судебных заседаний. Чемберс рассказал полиции после ареста, что после того как Левин умерла, она упала на землю лицом вверх и больше не шевелилась. В ходе осмотра тела убитой полиция обнаружила на её лице грязь, а в её волосах небольшие ветки деревьев. Эти факты по версии обвинения свидетельствовали о том, Чемберс солгал и в действительности задушил Дженнифер Левин во время ожесточенной борьбы. Адфокат Чемберса Литманн в свою очередь пытался убедить суд и присяжных заседателей, что наличие грязи на лице Левин и веток в её волосах стало следствием действий некомпетентных сотрудников полиции, которые первыми прибыли на место преступления и провели над телом убитой ряд постмортальных манипуляций, в частности перевернули тело девушки лицом вниз. С целью подтверждения своей версии, Литманн вызвал в суд детектива Майкла Шиэна, который появился на месте совершения убийства спустя 3 часа после того как было обнаружен труп Дженнифер Левин. Шиэн суду и присяжным заседателям методично и наглядно описал внешний вид и травмы Дженнифер Левин. Он рассказал, что блузка и бюстгальтер Левин были задранны ей на шею, а на лице и теле по его словам была грязь. Тело девушки было покрыто множеством синяков, в том числе у неё был опухший левый глаз, а один из зубов сильно шатался. На судебном заседании Литман вручил детективу Шиэну большую круглую лупу и попросил изучить и сравнить серию полицейских фотографий, которые уже были представлены в качестве доказательств вины Чемберса в преднамеренном убийстве. Некоторые из фотографий были сделаны вскоре после того, как полиция прибыла на место происшествия утром 26 августа, тогда как другие были сделаны позже, либо на месте происшествия, либо в офисе судебно-медицинской экспертизы. Изучив фотографии, Шиэн заявил, что внешний вид Дженнифер Левин на них отличается от того, что он видел. Прокуратура в свою очередь вызвали в суд других 12 офицеров полиции, которые в тот день присутствовали на месте обнаружения тела. Они в свою очередь заявили суду и присяжным заседателям, что во время оперативно-следственных действий тело Дженнифер Левин не подвергалось никаким постмортальным манипуляциям и не переворачивалось лицом вниз.
Важным элементом судебного процесса также стал спор о точном механизме смерти Левин. 25 февраля 1988 года обвинение вызвало в суд судебно-медицинского эксперта, который суду наглядно продемонстрировал версию обвинения о том, как была задушена собственной блузкой Дженнифер Левин. Показания главного судмедэксперта Детройта, доктора Вернера Шпитца, прямо противоречили показаниям Чемберса, который он дал полиции после ареста. В записанных на видео и письменных показаниях Чемберс утверждал, что он схватил Левин сзади левой рукой и перевернул её через плечо после того, как она причинила ему боль во время полового акта. Доктор Спитц, на судебном заседании провел инсценировку удушения. Согласно его выводам, блузку Левин схватили спереди и повернули по часовой стрелке, при этом кулак Чемберса коснулся подбородка жертвы, вследствие чего на шее и подбородке убитой остались ссадины. Для проведения инсценировки доктор Спитц использовал майку в качестве блузки, которую Левин носила в тот вечер. Пока его помощник держал блузку в нескольких сантиметрах от своей груди, доктор Спитц схватил правую руку за переднюю часть блузки, ближе к верху, сжимая ткань в кулак и скрутил её. Спитц утверждал, что за свою 35-летнюю карьеру он принял участие в более чем 60 000 вскрытий трупов, и полученный опыт свидетельствовал о том, что удушение Левин произошло в два этапа. По его словам, после того как петля образовалась на шее девушке, ей очевидно удалось на мгновение оторвать ткань блузки от горла, прежде чем Чемберс применил значительное физическое усилие для того, чтобы произошло окончательное сжатие, которое привело к её смерти. Выступая на судебном заседании, доктор Спитц заявил, что удушение, судя по всему, продолжалось несколько минут. Показания доктора Спитца неоднократно прерывались из-за возражений адвоката Чемберса Джека Т. Литмана, который требовал признать его свидеьельства недостоверными и исключить его из числа свидетелей. Литтман утверждал на суде, что команда защиты ранее обращалась к доктору Спитцу в качестве возможного свидетеля защиты. По словам Литтмана, он разгласил конфиденциальную информацию защиты доктору Спитцу в телефонных разговорах, после чего он отказал ему и впоследствии под влиянием информации Литманна изменил свои выводы и стал предвзято относиться к Чемберсу. На последующих заседаниях Литтман в свою очередь вызвал в суд Рональда Корнблюма, главного судебно-медицинского эксперта Лос-Анджелеса, который выступая в защиту Чемберса, предоставил суду резкие, диаметрально противоположные выводам Спитца сведения и факты на основе медицинских и научных данных.
Доктор Корнблюм утверждал, что раны на теле Левин были слишком поверхностными, чтобы возникнуть в результате драки, а раны на шее были расположены весьма хаотично, чтобы быть вызванными блузкой, которая была скручена и прижата к её шее, как утверждало обвинение. Но, в ходе перекрестного допроса доктор Корнблюм вынужденно признал, что причиной смерти Левин была асфиксия и давление на её шею продолжалось от 5 до 60 секунд. Признаками этого было отсутствие классических симптомов длительного удушения, таких как выпученные глаза или высунутый язык. Корнблюм заявил, что прямое удушение привело бы к большему локальному повреждению передней части шеи и меньшему по её боковым сторонам. Он настаивал, что если бы Чемберс, рост которого составлял 190 см, намеренно напал на Дженнифер Левин — её травмы были бы более серьёзными.
Однако Рональда Корнблюма были подвергнуты сомнению, после того как прокуратура предоставила суду выводы медицинского освидетельствования Чемберса, которое он прошёл 26 августа 1986 года, спустя 5 часов после ареста. В ходе освидетельствования у Чемберса был диагностиован перелом мизинца и повреждения кожи на трёх пальцах, вызванные укусом человеческими зубами. Тюремный врач, доктор Фредерик Гутман, который был вызван в суд в качестве свидетеля обвинения, поведал суду что сделал Роберту Чемберсу в ходе медицинского осмотра прививку от столбняка и назначил прием антибиотиков. Согласно выводам доктора, во время получения травм пальцев Чемберс потерял некоторое количество крови, однако на трусиках Дженнифер Левин, которыми по версии Чемберса были связаны его руки — никаких следов его крови обнаружено не было. На перекрестном допросе, проведенном адвокатом Чемберса Джеком Т. Литманом, доктор Гутман заявил, что травмы Чемберса не выглядели классическими, а исследование рентгеновских снимков позволило установить, что Чемберса получил т. н. «перелом боксера» или перелом, возникший в результате удара кулаком по тупому предмету, на основании чего обвинитель Линда Файрстейн утверждала что Левин перед смертью оказала Чемберсу яростное сопротивление, в ходе которого он несколько раз ударил её по лицу кулаком, а она прокусила ему кожу трех пальцев.
Сам Чемберс утверждал, что травмы пальцев получил после того, как в процессе борьбы с Левин ударился правой рукой о камень, вследствие чего был вынужден душить девушку левой рукой. Джек Т. Литман, пытаясь убедить суд и жюри присяжных заседателей в достоверности версии Чемберса, указал на наличие спиральных переломов в костях мизинца наряду с многочисленными продольными трещинами, после чего прокуратура Манхеттена вызвала в суд в качестве свидетеля обвинения главного хирурга больницы «Bellevue Hospital Center» Роберта У. Бизли, который заявил в суде, что при изучении рентгеновских снимков не обнаружил никаких следов перелома спирального вида, а только перелом продольного вида, что указывало на то, что Чемберс сломал мизинец при прямом ударе о некий твёрдый предмет.
Адвокаты Роберта Чемберса в свою очередь пригласили в суд судебно-медицинских экспертов, которые предоставили суду резкие, диаметрально противоположные выводам Бизли. Первый свидетель защиты, медицинский консультант и бывший хирург-ортопед, утверждал, что рука Чемберса во время получения травм была раскрыта, а не сжата в кулак, как утверждало обвинение. Второй свидетель, фотоаналитик Джеймс Эберт, специализирующийся на измерениях узоров и масштабов, сообщил присяжным, что, по его мнению, отметины на шее мисс Левин идентичны друг другу с точностью до небольшой доли миллиметра сегментам звеньев растягивающегося ремешка для часов Чемберса, на основании чего он сделал вывод что никакого удара кулаком Чемберса по лицу Левин не было и Чемберс случайно задушил Дженнифер Левин левой рукой, на которую были одеты часы с ремешком. Эберт сообщил присяжным, что он проанализировал след с помощью фотограмметрии — процесса измерения, используемого в основном для изучения аэрофотоснимков
Также в ходе судебно-медицинской экспертизы было установлено, что Дженнифер Левин во время смерти находилась в состоянии легкой степени алкогольного опьянения, однако по словам судмедэксперта, уровень алкоголя в её крови в процентном эквиваленте вероятно «ослабил ее сдерживающие факторы», но не привел к демонстрации агрессивного поведения. Сам Чемберс отказался выступить в суде в свою защиту и свою вину так и не признал.
В середине марта после окончания заключительных аргументов адвокатов и обвинения жюри присяжных заседателей принялось к обсуждению, которое продолжалось 9 дней. На девятый день приясжные заседатели так и не пришли к окончательному решению и обсуждение зашло в тупик. Так как прокуратура Манхеттена в случае осуждения Чемберса требовала суд назначить ему уголовное наказание в виде пожизненного лишения свободы, 23 марта адвокаты Чемберса предложили прокуратуре Манхеттена заключить соглашение о признании вины, которое было достигнуто. В обмен на снятие обвинения в совершении убийства второй степени, Чемберс 25 марта 1988 года признал свою вину в совершении непредумышленного убийства, после чего на основании условий соглашения о признании вины получил в качестве уголовного наказания 15 лет лишения свободы с правом условно-досрочного освобождения по отбытии 5 лет тюремного заключения.
Соглашение было достигнуто после двух дней необычных переговоров, в которых участвовали члены семьи Дженнифер Левин. Роберт М. Моргентау, окружной прокурор Манхэттена, заявил на пресс-конференции после слушания о признании вины, что трое присяжных заседателей направили записки судье Говарду Беллу, в которых говорилось, что они не могут продолжать дело из-за психического и эмоционального напряжения. Отдельные присяжные заседатели, опрошенные впоследствии, заявили, что их голоса в ходе 9-дневного обсуждения колебались резко, от большинства за оправдательный приговор на раннем этапе обсуждения до 9 голосов за признание Чемберса виновным. Эллен Левин, мать Дженнифер Левин, которая во время пресс-конференции сидела слева от Роберта Моргентау заявила, что её семья несмотря на то, что дала согласие на утверждение соглашения о признании вины — разочарована тем, что Чемберс в конечном итоге не получил уголовного наказания, которого хотели они. Однако она также заявила, что осознала, какое психическое и эмоциональное давление испытывали присяжные заседатели, и добавила, что члены её семьи не смогли бы выдержать напряжения ещё одного судебного процесса, если бы суд назначил Чемберсу новое судебное разбирательство. Роберт Чемберс, во время последнего заседания выглядел разгневанным и изначально отказывался признавать точную формулировку нового обвинения — что он нанес серьёзные телесные повреждения Дженнифер Левин, тем самым причинив ей смерть по неосторожности. Для того, чтобы соглашение о признании вины было признано судом, Чемберс должен был официально признать себя виновным, но он сделал это только после третьего по счету вопроса от судьи Говарда Белла. Адвокат Чемберса Джек Т. Литман остался недоволен приговором, заявив что Чемберс заслуживает оправдания, но он подчеркнул, что в любом случае приговор Чемберса является частичной победой адвокатов Чемберса, так как в любом случае он добился переквалификации более тяжкой обвинительной статьи уголовно-процессуального кодекса на менее тяжкую и избежал таким образом пожизненного лишения свободы, которое ему грозило в случае признания его виновным по более тяжкой статье. Прокуратура Манхеттена в свою очередь оказалась недовольна ходом судебного процесса. Представители прокуратуры заявили СМИ, что несмотря на соглашение о признании вины Чемберсом, его признание не дало полного объяснения на счет того, что действительно произошло в парке между ним и Дженнифер Левин и степень вины Роберта Чемберса так и осталась неизвестной. В соответствии с соглашением о признании вины, Чемберс после окончания судебного заседания отправился со своими родителями в свою квартиру, где ему было разрешено провести одну ночь. Чемберса и его родителей сопровождали в их дом сотрудники полиции под пристальным вниманием фотокорреспондетов различных СМИ. Возле подъезда дома Чемберса полиции пришлось оттеснить толпу численностью около 50 человек, для того чтобы Чемберс мог без конфликтов и препятствий попасть в дом. На следующий день в 10 часов утра он покинул квартиру и в сопровождении сотрудников правоохранительных органов и был этапирован в окружную тюрьму, расположенную на острове Райкерс, где он находился до 16 апреля 1988 года, до даты вынесения официального приговора.
Свою квартиру Чемберс покидал в присутствии 75 зрителей, среди которых находились соседи, его друзья, знакомые, корреспонденты СМИ и ряд протестующих людей, которые кричали в унисон Чемберсу: «Убийца». Несмотря на это, Чемберс во время этапирования в окружную тюрьму проявил полное хдаднокровие и никак не реагировал на происходящее.
16 апреля 1988 года Роберт Чемберс был снова доставлен в суд, где на основании соглашения о признании вины, он был признан виновным в причинении смерти Дженнифер Левин по неосторожности, после чего суд назначил ему уголовное наказание в виде 15 лет лишения свободы с правом условно-досрочного освобождения по отбытии 5 лет тюремного заключения. После оглашения приговора Чемберс выразил раскаяние в содеянном и попросил прощения у родителей Дженнифер Левин.

## Жизнь в заключении
В мае 1988 года на телеканале «WNYW» в передаче «Текущее дело» была продемонстрирована любительская видеозапись молодёжной вечеринки, сделанной одним из друзей Роберта Чемберса, на которой Чемберс игриво разыграл историю, в которой он сломал шею кукле. В ходе расследования было установлено, что видеозапись, длительностью около 50 минут, была сделана в декабре 1987 года. Вечеринка проходила в одной из квартир, расположенных в одном из элитных многоквартирных домов в районе Манхеттена под названием Ист-Сайд, где Чемберс находился в окружении 4 полуобнаженных девушек. Рафаэль Абрамовиц, продюсер телепрограммы, отказался сообщить представителям различных СМИ информацию о том, как была получена пленка, или назвать имена людей, фигурироваших на видеозаписи, за исключением Чемберса и его девушки Шон Коуэлл, с которой он познакомился во время судебного процесса. Как и Чемберс, Шон Коуэлл являлась представительницей светской молодежи и была замечена в посещении таких клубов как «Студия 54», «Palladium» и «Red Parrot». Большинство сцен видеозаписи включали танцы и разговоры Чемберса с окружавшими его девушками. На протяжении большей части видеозаписи, Чемберс не упоминал никаких сведений об удушении Джениифер Левин, но в наиболее ярком эпизоде взял куклу и свернул ей шею, заявив под смех присутствующих следующее: «Ой, кажется, я убил ее». Факт существования видеозаписи вызвал очередной общественный резонанс. Роуз Джордан, которая организовала общественную группу под названием «Справедливость для Дженнифер», обвинила Чемберса в том, что инцидент с куклой являлся прямой иронией по отношению к судьбе Дженнифер Левин и он в действительности не испытываяет раскаяния в совершенном убийстве.
После осуждения Чемберс был этапирован в тюрьму «Great Meadow Correctional Facility». Летом 1988 года родители Дженнифер Левин подали против него гражданский иск о возмещении с него материального ущерба в размере 25 миллионов долларов. Через своих адвокатов в августе того же года он сообщил представителям СМИ о том, что он не будет оспаривать иск о возмещении ущерба из-за уважения к памяти их дочери. В конечном итоге суд удовлетворил иск родителей убитой девушки, после чего Чемберс потерял все свое имущество, и суд обязал его в последующие десятилетия отдавать семье Дженнифер Левин по существующему иску не менее 25 процентов всех своих доходов.
Начиная с 1992 года Роберт Чемберс 5 раз подавал ходатайства на условно-досрочное освобождение, но ему всегда было отказано из-за протеста родственников Дженнифер Левин и из-за его противоправного поведения. Чемберс не пользовался популярностью среди других заключенных и 27 раз совершал административные нарушения, за что подвергался дисциплинарным взысканиям и помещался в карцер. В 1996 году, в его камере в ходе обыска был обнаружен ряд запрещенных веществ, в том числе героин. В середине 1990-х Чемберс был переведен в тюрьму «Green Haven Correctional Facility», после чего в тюрьму «Auburn Correctional Facility». Почти три года Чемберс провел в одиночной камере, находясь в ней 23 часа в сутки. Все годы заключения в тюрьме Чемберс поддерживал интимные отношения с Шон Коуэлл, которая на протяжении 15 лет еженедельно навещала Чемберса в тюремном учреждении. В конечном итоге, отбыв свою уголовное наказание полностью, Роберт Чемберс вышел на свободу рано утром 14 февраля 2003 года.

Несмотря на то, с момента убийства Дженнифер Левин прошло к тому времени почти 17 лет, освобождение Чемберса вызвало очередной общественный резонанс. За час до освобождения Чемберса к территории тюрьмы подъехало 6 фургонов от различных СМИ, после чего выход из тюремных ворот Чемберса освещали до 50 корреспондент, которые безуспешно пытались взять у него интервью. Покинув тюрьму, Чемберс сел в фургон, предоставленный ему исправительным учреждением, который очередь отвез его на одну из остановок общественного транспорта в городе Сиракьюс, где Чемберс сел во внедорожник, личность водителя которого не была установлена, и уехал в неизвестном направлении. Несмотря на то, что Чемберс отказывался напрямую общаться со средствами массовой информации во время своего пребывания в тюрьме, он все же в последующие дни после освобождения через посредников обнародовал некоторую информацию о своих планах. Его друг, священник Томас П. Леонард впоследствии заявил ряду СМИ, что Чемберс после освобождения планирует получить образование в одном из колледжей, найти работу и жилье за пределами боро Манхеттен. Его адвокат Брайан О’Дуайер через несколько дней после освобождения, опубликовал заявление Чемберса, в котором говорилось, что Чемберс со дня смерти Дженнифер Левин ежедневно сожалел о своих действиях в тот день. Мать Дженнифер Левин — Эллен Левин посчитала освобождение Чемберса несправедливостью и выразила протест против привлечения внимания со стороны СМИ к персоне Чемберса, заявив что общественность относится к нему как к знаменитости, а не как к жестокому убийце. За годы заключения Чемберс не дал не единого интервью СМИ, но несколько человек, посетивших Чемберса в тюрьме, заявили СМИ незадолго до его освобождения, что он так и не принял на себя полностью ответственность за то, что случилось с Левин и считал себя жертвой прокуроров, тюремной систем и средств массовой информации. Бывший адвокат Чемберса Джек Литман в свою очередь выразил желание пообщаться с корреспондентами. В своем интервью он заявил, что истоки популярности Роберта Чемберса заключаются в том, что по сути его преступление обнажило культуру 1980-х, где родители молодых людей отдавали своим детям много денег и много свободы, не принимая участия в их воспитании. 
«Было ощущение, что это преступление стало зеркалом для общества»
 — заявил Джек Т. Литман в 2003 году.
.

## Жизнь после освобождения
После освобождения, Роберт Чемберс стал сожительствовать со своей давней девушкой Шон Коуэлл. Весной 2003 года они покинули территорию США и переехали в Ирландию, откуда была родом мать Чемберса. Через несколько месяцев, в конце 2003 года они вернулись в США и поселились в городе Атланта (штат Джорджия). В начале 2004 года они вернулись в Нью-Йорк, где стали проживать в однокомнатной квартире, расположенной на 17 этаже многоквартирного дома, которая принадлежала матери Шон Коуэлл. В этот период Роберт Чемберс сменил несколько мест работы. Несколько недель он работал на текстильной фабрике, после чего некоторое время работал водителем лимузина, а в конце лета 2004 года нашёл вакансию в компании по гравировке изделий на территории штата Нью-Джерси. В этот период Чемберс начал увлекаться наркотическими средствами. В конце ноября 2004 года он был арестован сотрудниками полиции на территории района Манхеттена под названием Гарлем по обвинению в нарушении правил дорожного движения и по обвинению в хранении наркотиков, которые были обнаружены на заднем сидении его автомобиля во время ареста. Чемберс и его адвокат отказались признать тот факт, что он страдает наркозависимостью, хотя во время обыска у Чемберса были изъяты таблетки, предназначенные для подавления наркотической зависимости. После предъявления обвинений, Чеберс был освобожден из-под стражи во время расследования, заплатив в качестве залога 1 000 долларов, после чего оказался на свободе. Его арест снова привлек внимание СМИ. Когда он покидал здание суда, его окружила толпа репортеров, которые пытались взять у него интервью, однако он отказал им. В этот период полиция обнародовало информацию, согласно которой в период с февраля 2003 года по ноябрь 2004 года Чемберс имел несколько неоплаченных штрафов за парковку, за вождение без прав и вождение непроверенного транспортного средства
Во время расследования, в феврале 2005 года прокуратура округа Манхететна предложила Чемберсу снова заключить соглашение о признании вины. В случае признания вины прокуратура обязывалась просить суд приговорить его всего лишь к 4 месяцам лишения свободы по обвинению в хранении наркотиков. Роберт Чемберс первоначально отказал, однако впоследствии изменил своё решение и принял предложение, после чего в августе 2005 года получил в качестве уголовного наказания 100 дней лишения свободы, которые он отбывал в окружной тюрьме. Во время вынесения приговора Чемберс опоздал на судебное заседание на 1 час. Во время заседания он выглядел изможденным и заявил суду, что испытывает проблемы со здоровьем, имеет материальные трудности, в частности большие долги, а единственным его имуществом является автомобиль.

## Повторное осуждение
Отбыв 100 дней лишения свободы, Чемберс вернулся снова в Нью-Йорк, где на протяжении 2 последующих лет вел маргинальный образ жизни. 22 октября 2007 года он был арестован по обвинению в продаже наркотиков. Вместе с ним была арестована его сожительница — 39-летняя Шон Коуэлл. Во время ареста Чемберс отказался впускать представителей правоохранительных органов внутрь своей квартиры, после чего они пошли на штурм и выломали входную дверь. Роберт Чемберс во время ареста оказал сотрудникам полиции ожесточенное сопротивление, в ходе которого нанес травмы рук двум полицейским. После ареста, Чемберсу было дополнительно предъявлено обвинение в нападении на сотрудника полиции и обвинение в сопротивлении при аресте.
По данным отдела полиции по борьбе с наркотиками, Чемберс и Коуэлл попали под наблюдение правоохранительных органов летом 2007 года после того, как соседи Шон Коуэлл пожаловались на частое посещение её квартиры подозрительных личностей, которые её посещали в любое время дня. В конце лета 2007 года квартиру Шон Коуэлл посетил детектив под прикрытием и совершил несколько покупок у Чемберса кокаина на сумму более 9 000 долларов. После ареста в квартире Коуэлл был произведен обыск, в ходе которого был обнаружен кокаин в больших количествах, предназначенный для продажи. После ареста, Чемберс и Коуэлл были доставлены в суд, где им официально были предъявлены обвинения, за которые им грозило в случае осуждения максимальное уголовное наказание в виде 30 лет лишения свободы. Свою вину они не признали.
Верховный суд штата Нью-Йорк установил залог в размере 25 000 долларов для Шон Коуэлл. Комик Рэнди Кредико, выступающий за отмену суровых наказаний за преступления, связанные с наркотиками, появился на слушании в поддержку Шон Коуэлл и заявил, что он готов заплатить 12 500 долларов в качестве залога и сочувствует её тяжёлому положению, назвав её маргинальной личностью и наркоманкой. Адвокат Коуэлл отказался принимать деньги от Рэнди Кредико, как от незнакомого человека для Шон Коуэлл и заявил от её имени, что Шон Коуэлл не имеет материальных средств для внесения залога. Судья Чарльз Соломон назначил судебное слушание на 15 ноября 2007, чтобы обсудить заявление Чемберса об освобождении под залог. Друг Шон Коуэлл по имени Дэвид Коэн, который несколько раз навещал её в окружной тюрьме и присутствовал на её судебных слушаниях, заявил СМИ о том, что знал её с середины 1980-х, когда они были подростками, но потерял с ней связь после того, как она стала жить вместе с Чемберсом. По словам Коэна и других знакомых Коуэлл, её увлечение наркотиками превратилось в тяжелую наркозависимость из-за влияния Роберта Чемберса.
Сам Роберт Чемберс свою вину не признал, настаивая на своей невменяемости из-за наркозависимости и требовал, чтобы ему вместо уголовного наказания были назначены принудительные меры медицинского характера. Он признался в том, что был зависим от героина, когда его арестовали. Чемберс утверждал, что страдает наркотической зависимостью с 14-летнего возраста и употреблял от 10 до 12 пакетов с героином в день, также курил крэк-кокаин, марихуану и злоупотреблял дилаудидом — обезболивающим, отпускаемым ему по рецепту.
В декабре 2007 года прокуратура Манхеттена предложила Шон Коуэлл заключить соглашение о признании вины, которое было достигнуто. В обмен за освобождение от уголовной ответственности по всем инкриминируемым обвинениям Шон Коуэлл признала себя виновной и согласилась пройти курс лечения от наркотической зависимости в одной из клиник, расположенной в городе Гленвилл, (округ Скенектади, штат Нью-Йорк). Адвокат Шон Ковелл, Франклин А. Ротман, заявил впоследствии СМИ, что согласно условиям соглашения о признании вины, Шон Коуэлл не будет давать показания против Чемберса на его судебном процессе. После освобождения Шон Коуэлл дала интервью СМИ, в котором рассказала о своем детстве, отягощенном алкоголизмом своей матери, о своей жизни в окружной тюрьме, поведала о том, что страдает язвой желудка и лечилась от рака шейки матки. Она утверждала, что Чемберс будучи в тюрьме поощрял её образовательные амбиции и она в 1990-е годы окончила колледж, получила две степени бакалавра, одну по социологии и одну по психологии.
Судебный процесс над Робертом Чемберсом начался в августе 2008 года. Незадолго до открытия процесса прокуратура Манхеттена снова предложила его адвокатам заключить соглашение о признании вины, на что Чемберс ответил согласием. В обмен на невынесение уголовного наказания в виде пожизненного лишения свободы, которое ему грозило в случае обвинительного вердикта по обвинению в продаже наркотиков и посягательстве на жизнь сотрудника правоохранительных органов, Роберт Чемберс полностью признал свою вину по всем инкриминируемым ему действиям, после чего получил в качестве уголовного наказания 19 лет и 4 месяца лишения свободы.

## Последующие события
Отбыв в тюремном заключении почти 16 лет, 56-летний Роберт Чемберс получил условно-досрочное освобождение и вышел на свободу в конце июля 2023 года из тюрьмы «Shawangunk Correctional Facility». В начале августа того же года он был замечен на прогулке в Нью-Йорке. Он был опрятно одет, разговаривал по телефону и носил на руке обручальное кольцо, однако отказался общаться с корреспондентами газеты «New York Post». Однако через несколько дней он изменил своё решение и дал эксклюзивное интервью корреспонденту газеты «Daily Mail».
Во время интервью Чемберс выразил раскаяние в совершении убийства Дженнифер Левин и заявил, что испытывает чувство стыда перед обществом и родителями Левин за причинённые им своими действиями страдания. Чемберс рассказал, что в годы второго заключения находился в состоянии экзистенциального кризиса, связанного с переоценкой своего жизненного опыта, и пытался найти смысл жизни. Он поведал корреспондентам, что после освобождения женился на 54-летней Шон Коуэлл, которая все 16 лет его второго тюремного заключения, как и 15 лет первого, еженедельно навещала его в тюрьме и ждала его освобождения. Роберт утверждал, что во время отбытия уголовного наказания избавился от наркотической зависимости, которая, по его словам, привела к его психическим, эмоциональным и поведенческим проблемам после первого освобождения в 2003 году, несмотря на поддержку от родителей, друзей и знакомых, которые всячески пытались помочь ему пройти социальную адаптацию и вернуться в общество. Он также поведал о том, что планирует найти жильё на территории Манхеттена, найти работу, восстановить водительские права и приобрести автомобиль. Во время интервью он заявил, что не уверен, сможет ли он когда-нибудь заслужить прощение у родственников Дженнифер Левин и заявил, что испытывает чувство вины не только по отношению к родителям убитой девушки, но и по отношению к своим, так как они потеряли сына, который провёл почти 31 год своей жизни в тюрьме. Чемберс во время интервью также заявил, что будучи в тюрьме получил юридическое образование и хотел бы получить полный доступ к своему уголовному делу, чтобы обсудить его с представителями офиса окружного прокурора Манхэттена, так как утверждал, что его судебные процессы прошли со множеством уголовно-процессуальных нарушений. Чемберс отказался обсудить свою роль и влияние на массовую культуру США, заявив, что не обращает внимание на художественные и документальные фильмы, основанные на его уголовном деле, и поведал о том, что своему прозвищу — «Опрятный убийца» — полностью не соответствует.

## В массовой культуре
- На основе дела Чемберса в 1989 году был создан сценарий, по которому был снят фильм «Убийство выпускницы» с Уильямом Болдуином в роли Роберта Чемберса и Ларой Флинн Бойл в роли Дженнифер Левин.
- Американская группа экспериментального рока «Sonic Youth» посвятила Роберту Чемберсу песню «Eliminator Jr.» из их альбома 1988 года «Daydream Nation»[65].
- Американская альтернативная рок-группа «The Killers» посвятила Роберту Чемберсу и Дженнифер Левин песню «Jenny Was a Friend of Mine» из альбома «Hot Fuss». Музыканты группы впоследствии утверждали, что при создании песни были вдохновлены тактикой защиты Чемберса на его судебном процессе в 1988 году[65].
- Эпизод телесериала «Закон и порядок» 1990 года под названием «Поцелуй девушек и заставь их умереть» основан на убийстве Чемберсом Дженнифер Левин.
- Прототипом одного из персонажей телесериала «Тюрьма Оз» по имени Адам Гензель — послужил Роберт Чемберс.
- Эпизод телесериала «Закон и порядок: Преступное намерение» 2003 года под названием «Монстр» был основан на деле Роберта Чемберса[65].
- В романе «Американский психопат» главный герой Патрик Бэйтман, богатый и элегантный серийный убийца, упоминает о попытке создать «фонд защиты Роберта Чемберса»[65].
- 13 ноября 2019 года на телеканале «AMC» был показал мини-сериал из пяти частей под названием «Опрятное убийство: Смерть в Центральном парке», основанный на убийстве Чемберсом Дженнифер Левин.